# Kamel Daoud
Kamel Daoud (arabă كمال داود; n. 17 iunie 1970 la Mostaganem) este un scriitor și jurnalist algerian, cunoscut prin critica adusă lumii islamice.
În prezent, este editor al cotidianului Le quotidien d’Oran, de limbă franceză.
Romanul său de debut, Meursault, contre-enquête, a obținut Premiul Goncourt, Premiul François Mauriac  și "Premiul Celor Cinci Continente de Francofonie".
În aprilie 2015, un extras al romanului său a fost publicat în revista "The New Yorker".
La 20 noiembrie 2015, "The New York Times" a publicat, atât în engleză cât și în franceză articolul său critic intitulat: Arabia Saudită, un ISIS care a reușit.
O altă lucrare a sa care a stârnit controverse a fost și Mizeria sexuală din lumea arabă, apărută în aceeași revistă la 14 februarie 2016.
La 3 decembrie 2014, într-o emisiune în cadrul canalului France 2, a declarat în legătură cu islamul:
"Continui să cred că, dacă nu găsim un răspuns clar pentru lumea arabă în ceea ce privește problema divinității, nu vom putea avansa. Chestiunea religioasă este vitală pentru lumea arabă și necesită o rezolvare clară pentru a putea merge înainte."

Câteva zile mai târziu, un imam salafist emite un fatwa prin care solicită condamnarea la moarte a scriitorului pentru insultă adusă religiei.
Ulterior, în urma demersului în justiție a lui Kamel Daoud, imamul este condamnat la închisoare sub acuzația de amenințare.
În ceea ce privește problema refugiaților în Europa, scriitorul are o opinie tranșantă, susținând că Occidentul a manifestat naivitate în ceea ce privește integrarea acestora.